# Otay Mesa (San Diego)
South San Diego es una comunidad dentro en el sudeste de San Diego, California, justo al borde de la Frontera entre Estados Unidos y México. Está bordeado por el Valle del Río Otay y al norte por la ciudad de Chula Vista y al oeste por la Interestatal 805, y el desierto en el este. La Ruta Estatal 905 conecta a Otay Mesa y la interestatal. Alguno de los primeros vuelos de la historia de Estados Unidos ocurrieron en estos lados de Otay Mesa en la experimentación de la aviación del pionero John J. Montgomery.
La Garita Internacional de Otay es una de las dos garitas de entradas en San Diego, California, la otra es la Garita Internacional de San Ysidro seis millas al oeste.
Al sur de la frontera entre Estados Unidos y México, la misma región continua dentro de la municipalidad de Tijuana, Baja California, pero es un área residencial e industrial llamada  Otay" y es de 1 de 9 delegaciones de la municipalidad de TIjuana, Baja California.